# ED70
ED70 (początkowo E58) – elektryczne zespoły trakcyjne wyprodukowane w roku 1958 przez zakłady Waggonbau Görlitz z przeznaczeniem do obsługi pasażerskiego ruchu dalekobieżnego jako szybki pociąg komunikacji międzymiastowej. Ogółem wyprodukowano 2 sztuki.

## Konstrukcja
ED70 były wyposażone luksusowo – bezprzedziałowe wagony posiadały wyłącznie miejsca siedzące pierwszej klasy, wyposażone w składane stoliki do konsumpcji potraw, ogrzewanie nawiewne, oświetlenie jarzeniowe, instalację nagłośnieniową, sygnalizację przywoławczą dla wezwania kelnera, indywidualne oświetlenie i centralne zamykanie drzwi wejściowych.
Ściany czołowe posiadały aerodynamiczne kształty, natomiast konstrukcja wózków oraz silników trakcyjnych była taka sama jak w zespołach EN56 – zmieniono jedynie przełożenie. Jednostki przystosowano do pracy ukrotnionej i zamontowano sprzęgi samoczynne Scharfenberga.

## Eksploatacja
Jednostki ED70 zakupiono w celu obsługi szybkich połączeń Warszawa – Katowice z prędkością 135 km/h, jednak po przeprowadzeniu próbnej eksploatacji okazało się, że posiadają one wady i ostatecznie zrezygnowano z dalszego ich importu po zakupie dwóch sztuk z planowanych dziesięciu.
Zakupione jednostki przydzielono do lokomotywowni Warszawa Grochów. Początkowo zatrudnione były na linii Warszawa – Katowice jako pociąg pospieszny Górnik, a od 1964 pociąg ekspresowy Lech relacji Warszawa – Poznań Główny. Używano ich także w celu uświetnienia otwarć nowo elektryfikowanych linii. Po 1968 zostały wycofane z normalnej eksploatacji i stosowano je jako pociągi specjalne. W 1977 zostały skreślone z inwentarza, a na początku lat 80. złomowane.